# آلمان در المپیک تابستانی ۲۰۱۶

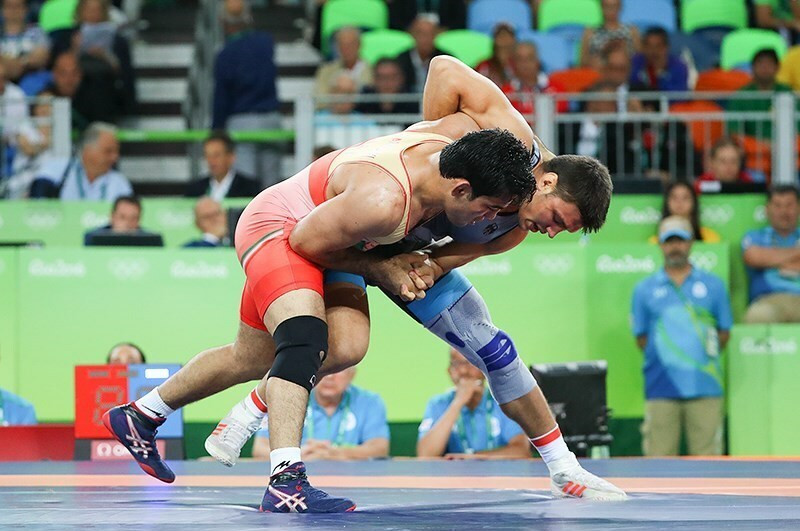
برگزاری ورزش کشتی در المپیک ۲۰۱۶

آلمان از ۵ تا ۲۱ اوت ۲۰۱۶ در بازی‌های المپیک تابستانی ۲۰۱۶ در ریو دو ژانیرو در برزیل به رقابت پرداختند. آلمان با ۱۷ طلا، ۱۰ نقره و ۱۵ برنز در جایگاه پنجم دنیا قرار گرفت.